# Скупштина у Пећанима
Скупштина у Пећанима је одржана 17. априла 1805.

## Скупштина у Пећанима
За успешно ратовање које је трајало током 1805 године требало је прибавити више материјалних средстава. Сем тога, из Петрограда су се вратили народни изасланици прота Матеја Ненадовић и његови другови, којима је било стављено у дужност да од Русије траже моралну и материјалну помоћ, па се указала потреба да се народ упозна са резултатом те мисије. Како се пак приближавало и време, у које је скупштина разрезивала порез за следећу годину, и да би се на крај стало рђавим гласовима које су протурани по Београдском пашалуку, Карађорђе је одредио да се народна скупштина одржи 17. априла, у селу Пећанима, у близини Остружнице.
Ta скупштина је, према једном запису проте Матеје Ненадовића, одржана на једној пољаници изнад села Пећана, окруженој шумаром и добро заштићеној војничким стражама да би се спречио могући изненадни напад са турске стране, више пећине. Били су присутни сви представници и старешнне ослобођених нахија. Рад те скупштине састојао се у овоме:
- 1 саслушан је реферат проте Матеје Ненадовића о мисији у Русији. Скупштина је, са неисказаном радошћу, примила на знање да је руски цар узео под заштиту побуњени српски народ у Београдском пашалуку, и да саветује да се султану у Цариград пошаљу захтеви које султан треба да испуни, да би се у Србији поново успоставио ред и мир;
- 2 изабрана је депутација која ће отпутовати у Цариград да преда народну молбу султану и сачека резултат;
- 3 извршен је разрез пореза за следећу годину но тако да се један део новца преда београдском везиру, a други део да се употреби за војне и остале државне послове;
- 4 извршен је обрачун свих расхода и издатака, од часа када је букнуо устанак до дана када је држана скупштина. Утврђено је да су укупни народни трошкови за то време изнели 2.124,868 гроша или 212.486 дуката. Извештај о тим трошковима потписали су сви учесници скупштине.

Карактеристичан је детаљ, који је забележио прота Матеја Ненадовић о томе како је на пећанској скупштини прикупљан и пребројаван харач. „... Онде (т.ј. на пољани окруженој шумаром) „простремо једно јапунџе црвено, и бројимо новце арачке и пореске, од сваке нахије донесене. Около седе све старешине и Карађорђе. A кад се накупи на јапунџету велика гомила новаца, дуката и белих, онда Карађорђе рече: „Ето, којекуде, је ли ово право оволике силне новце давати Турцима, да нас боље туку, или је боље за ове оваке новце куповати џебану, па ми Турке да бијемо...!"